# Rudolf Wölfl
Rudolf Wölfl (* 18. April 1911 in Graslitz, Böhmen; † 21. Juni 2003) war ein böhmisch-deutscher Philologe, Pädagoge und Humanist.

## Leben
Rudolf Wölfl, jüngster Sohn eines Instrumentenbauers, studierte von 1930 bis 1934 Germanistik, Slavistik und vergleichende Sprachwissenschaft an der Karl-Ferdinands-Universität, der Deutschen Universität in Prag. 1935 legte er die Erste Staatsprüfung, 1939 die Zweite ab. Zwischen 1936 und 1938 leistete er seinen Wehrdienst im tschechischen Heer: Anschließend setzte er seine Lehrerausbildung an der Handelsakademie in Ungarisch-Hradisch im Herbst des Jahres 1938 fort.
Nach Einsatz als Soldat im Zweiten Weltkrieg in Russland und Italien, Kriegsgefangenschaft sowie Vertreibung wurde er 1946 Lehrer für Deutsch, Englisch und Latein am Friedrich-Wilhelm-Gymnasium in Eschwege, wohin es seine Frau und die beiden Kinder verschlagen hatte.
1963 wechselte er an das Pädagogische Fachinstitut in Fulda und war einer der Mitbegründer. Mit Einführung des Fachhochschulgesetzes im Jahre 1971 wurde er zum Professor der Fachhochschule Gießen, Bereich Fulda, ab 1974 Hochschule Fulda, ernannt. Er war langjähriger Leiter des Fachbereich Sozial- und Kulturwissenschaften. 1976 wurde er emeritiert. Nachdem er der Hochschule Fulda noch zwei Jahre als Lehrbeauftragter verbunden geblieben war, verbrachte er seinen Ruhestand in Tauberfranken. Dort engagierte er sich beim Aufbau der Schlaraffia in Bad Mergentheim.